# Antonio Fabrés
Antonio María Fabrés y Costa (ur. 27 czerwca 1854 w Barcelonie, zm. 23 stycznia 1936 w Rzymie)– hiszpański malarz pochodzący z Katalonii tworzący na przełomie XIX i XX wieku.

## Życiorys
Pochodził z rodziny wrażliwej na sztukę, jego ojciec Cayetano Fabrés był rysownikiem, a wuj Raimundo Costa złotnikiem. W wieku 13 lat rozpoczął naukę na Królewskiej Katalońskiej Akademii Sztuk Pięknych św. Jerzego w rodzimej Barcelonie, a w wieku 21 lat otrzymał stypendium na studia w Rzymie. Dołączył tam do artystycznej grupy malarza Marià Fortuny, tworzącej prace o silnie realistycznym charakterze. Wrócił do Barcelony, w 1886 roku, a w 1894 roku przeniósł się do Paryża. Popularność, którą zdobył podczas dekady spędzonej we Włoszech pomogła mu otworzyć dużą pracownię, gdzie mógł tworzyć złożone dzieła dla wyższych klas.
W 1902 Academia de San Carlos w Meksyku postanowiła odświeżyć swoje klasyczne techniki i zwrócić się ku popularnemu w Europie realizmowi. Antonio Fabrés został zaproszony aby zająć miejsce kierownika tej ważnej instytucji zatępując tym samym Santiago Rebulla. Część uczniów Fabresa stała się później częścią tzw. porewolucyjnego ruchu w sztuce meksykańskiej, jednak wykładowcy z trudem przystosowywali się do jego odmiennego stylu i osobowości. W 1907 powrócił do Rzymu. Jednym z jego ostatnich zamówień w Meksyku była dekoracja sali w rezydencji prezydenta Meksyku Porfirio Díaza, gdzie skupił się na stylu secesyjnym.
Fabrés był rozpoznawany wszędzie gdzie się pojawiał, ceniono go szczególnie w Barcelonie, Londynie, Paryżu, Wiedniu i Lyonie. Pod koniec życia, w 1926 zdecydował się podarować dużą część prac dla Muzeum Sztuk Pięknych w Barcelonie. W zamian za hojne darowizny poprosił muzeum, aby wybudowało salę ochrzczoną jego nazwiskiem. W muzeum nigdy nie wybudowano takiej sali i chociaż Fabrés protestował kilka razy, spór nie został rozstrzygnięty. Zmarł w Rzymie w 1938.

## Wybrane dzieła
- Guerrero en reposo, 1878.
- El regalo del sultán, 1878.
- Benedicto XV
- La esclava
- Un ladrón
- Ecce-Homo
- Hidalgo después de la victoria de Monte de las Cruces

## Galeria

Dzieła Antonia Fabrésa
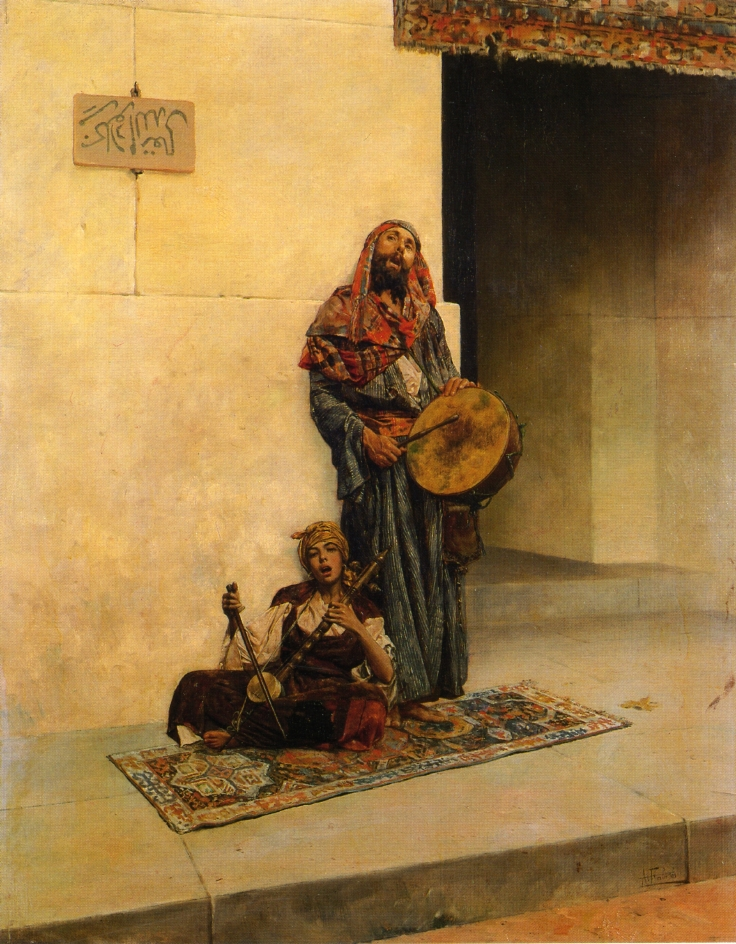
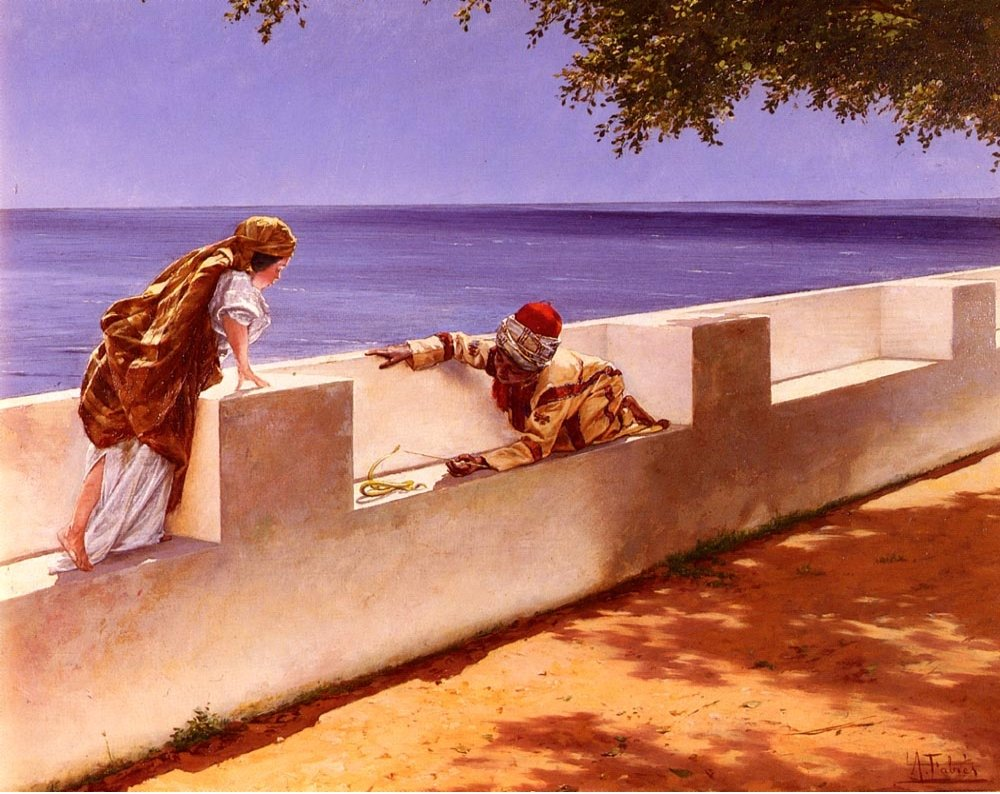
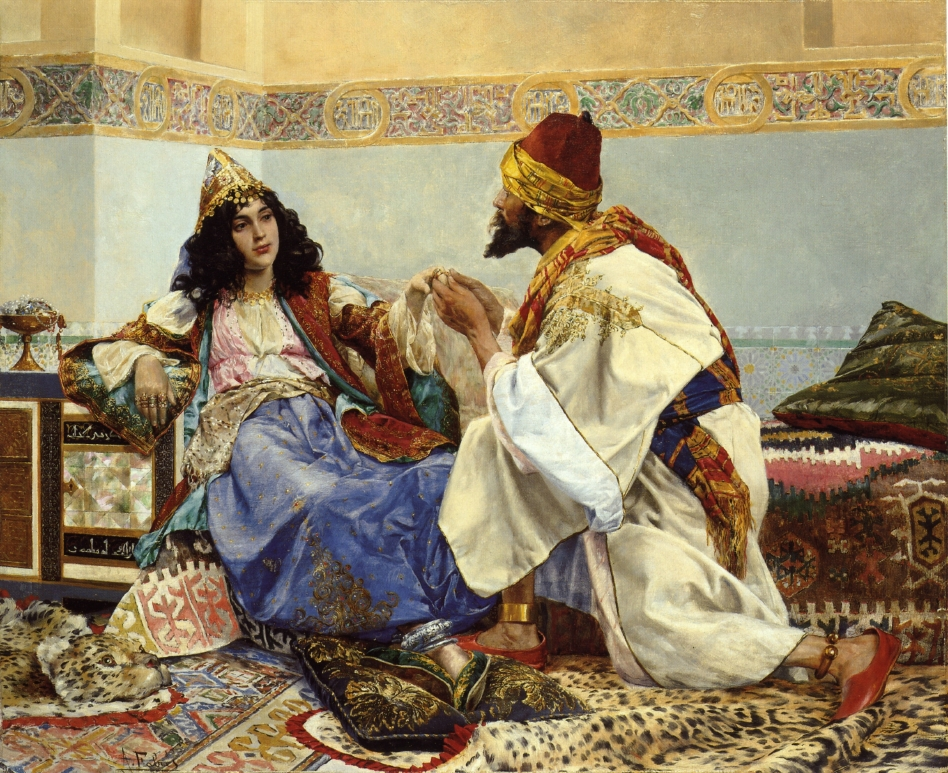
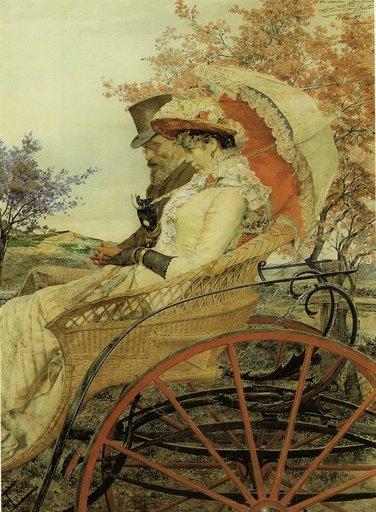